# Rue du Général-Baratier
La rue du Général-Baratier est une rue du 15e arrondissement de Paris.

## Origine du nom
Elle a été nommée en l'honneur du général Albert Baratier (1864-1917).

## Historique
La voie est ouverte et prend sa dénomination actuelle en 1928.